# Mount Benjamin
Mount Benjamin ist ein 1750 m hoher und markanter Berg in der antarktischen Ross Dependency. Er ragt an der Westflanke des Amundsen-Gletschers und 8 km südöstlich des Mount Ellsworth im Königin-Maud-Gebirge  auf.
Erstmals gesichtet und kartiert wurde der Berg bei der Byrd Antarctic Expedition (1928–1930). Das Advisory Committee on Antarctic Names benannte ihn nach dem US-amerikanischen Meteorologen Benjamin F. Smith, der im Winter 1963 auf der McMurdo-Station tätig war.